# Johann Linck (Fotograf)

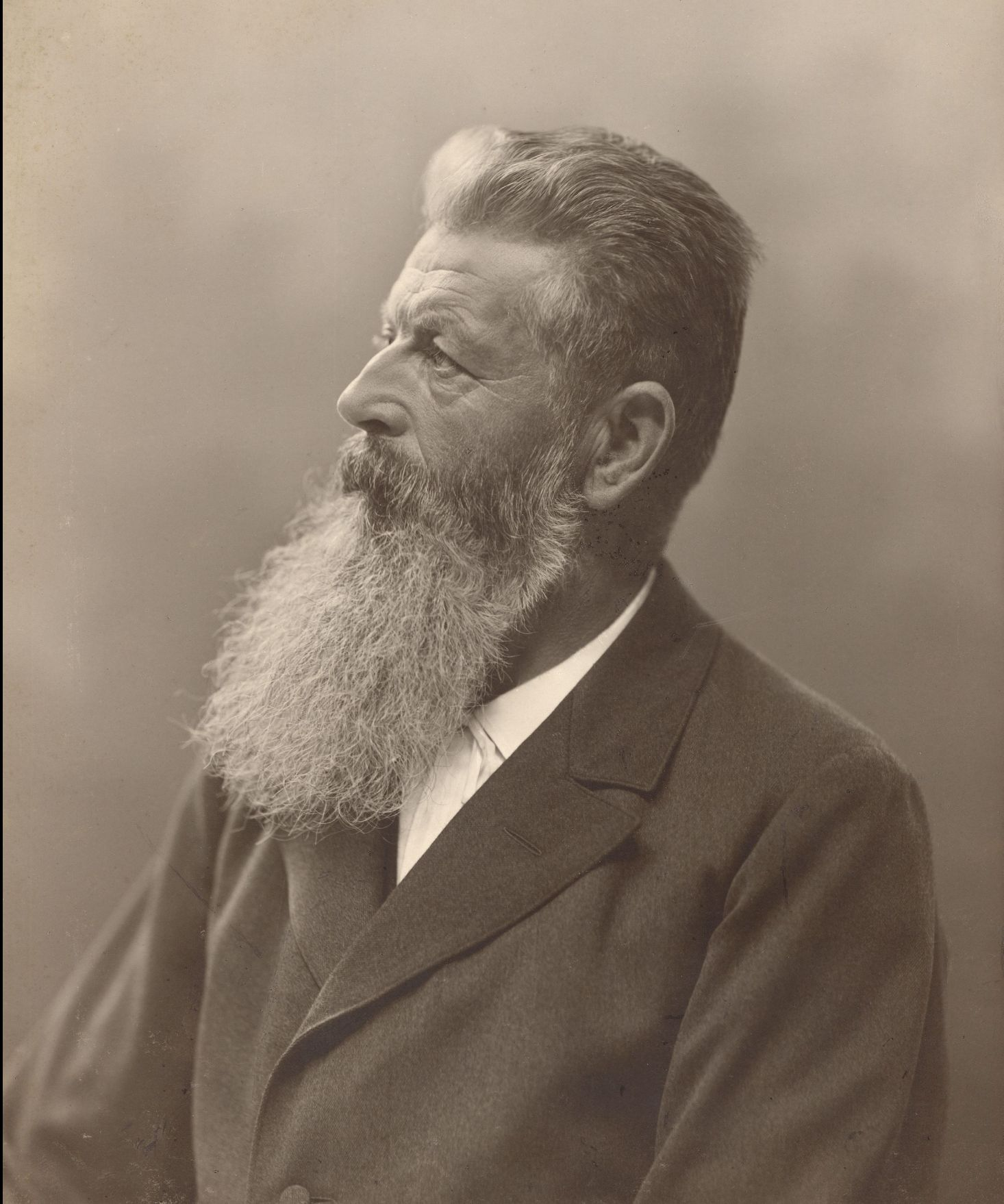
Johann Linck, ca. 1890 fotografiert von seinem Sohn Philip Hermann Linck

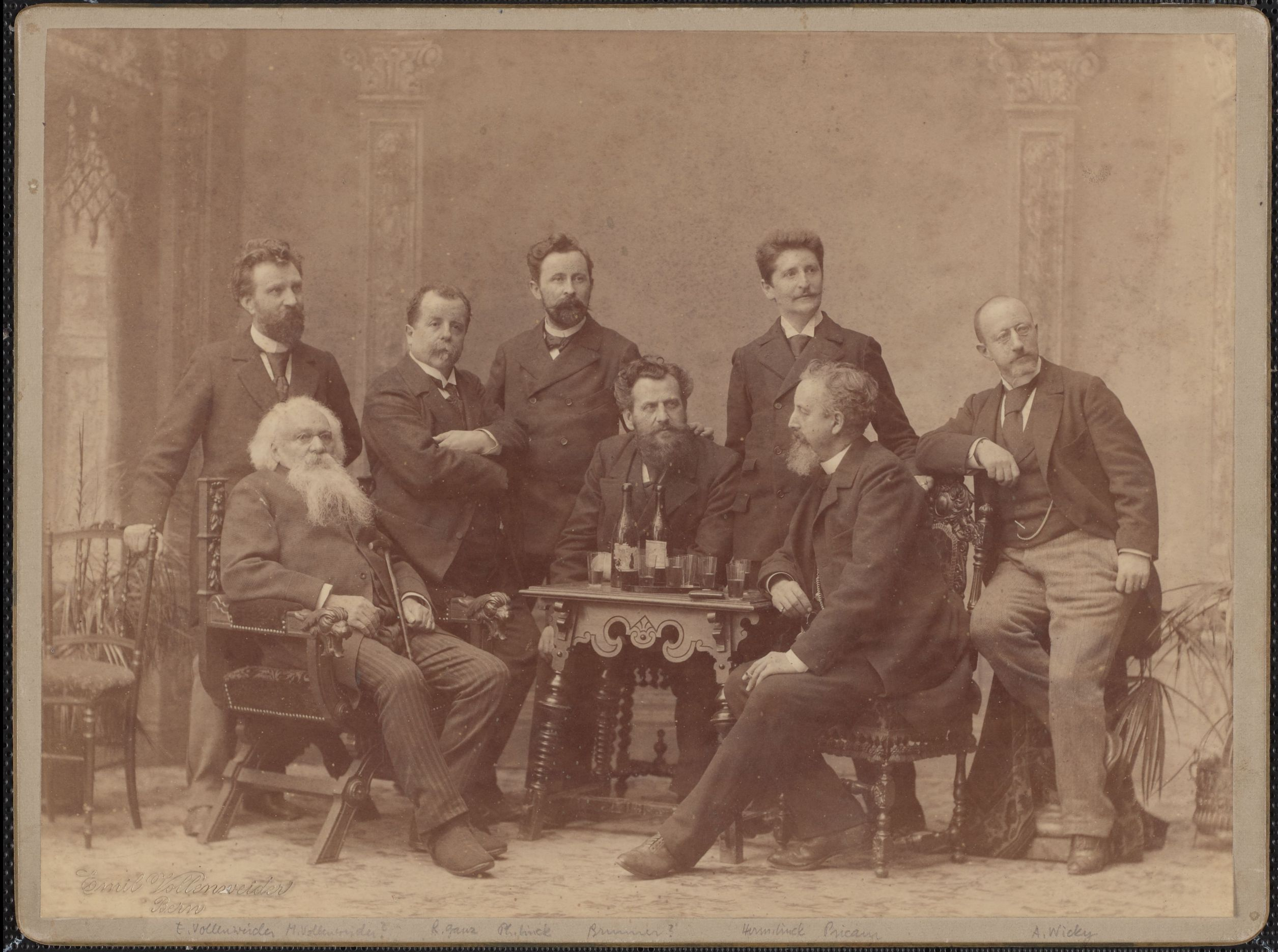
Vorstand der Schweizer Fotografen in den 1880er Jahren mit Johann und Philip Herman Linck. Foto Emil Vollenweider

Familie Johann Linck um 1885: Ernst Linck, Pauline Linck, Johann Linck, Frida Linck, Hermann Linck (v. l. n. r.)

Johann Linck (* 23. Februar 1831 in Hausen ob Verena, Königreich Württemberg; † 14. Juni 1900 in Winterthur) war ein Schweizer Fotograf und Gründer der Fotografendynastie Linck.

## Leben
Johann Linck wurde als Sohn des Salpetersieders Philipp Linck-Sauter (1786–1848) im Jahr 1831 in Hausen ob Verena im Königreich Württemberg geboren. Über sein Leben und speziell seinen Werdegang zum Fotografen ist wenig bekannt. Die materielle Not zwang ihn zusammen mit seinen beiden Brüdern Philip und Jakob zur Auswanderung, allen dreien gelang es, in der Schweiz eine bürgerliche Existenz zu gründen. Johann wanderte zwischen 1852 und 1863 in die Schweiz ein und liess sich in Winterthur nieder, dort wurde er zum Geschäftspartner des Fotografen Ulrich Güttinger. Schon 1864 machte er sich selbständig und konnte ein repräsentatives Wohnhaus samt einem Anbau für das Atelier erwerben, 1888 wurde dieses Haus vergrössert. Seit 1864 schrieb er seinem Namen mit «ck», also Linck statt Link. 1894 erfolgte die Geschäftsübergabe an seinen Sohn Hermann Linck.

## Familie
Johann Linck heiratete Pauline Isler (1844–1930), mit ihr hatte er zwei Söhne. Beide arbeiteten ebenfalls als Fotografen:
- Hermann Linck (1866–1938)
- Ernst Linck (1874–1963)

Hermann Linck hatte einen Sohn: Hans Linck-Gugolz (1902–1949), der das Fotografen-Atelier seines Vaters und seines Grossvaters in Winterthur weiterführte. Er schied 1949 freiwillig aus dem Leben.
Der Neffe von Johann Linck, Philipp Linck (1862–1921) betrieb ab 1886 einen eigenen Betrieb in Zürich, zeitweise zusammen mit seinem Cousin Ernst Linck (1874–1963). 1921 übernahm sein Sohn Max P. Linck (1898–1974) den Betrieb. Dieser betrieb die Fotografie nur als Brotberuf da er sich mehr der Malerei und dem Zeichnen widmete. Ein Privatschüler von Linck war der Künstler Fritz Strebel.
Firmengründer Johann Linck und seine Söhne Hermann und Ernst Linck markierten den Höhepunkt der Fotografen-Dynastie. Nach dem Ersten Weltkrieg war der Höhepunkt überschritten. Der Betrieb in Zürich wurde schrittweise aufgelöst. Mit dem Freitod von Hans Linck endete auch die Geschäftstätigkeit in Winterthur im Jahr 1949.

## Werk
Johann Linck war ein Auftragsfotograf und machte sich einen Namen für Portraits und Gruppenbilder sowie Ansichten von Städten und Gebäuden, aber auch als Architektur-, Industrie- und Maschinenfotograf.

Alle Fotografen der Dynastie der Lincks zeichneten sich durch einen gemeinsamen Stil aus:
«Mit dieser Auftragsfotografie entstand ein Spiegel der Winterthurer und Zürcher Gesellschaft. Es waren Strassenzüge und Plätze, Einzelhäuser, Städte von Anhöhen aus, Villen und Zimmer darin, öffentliche Gebäude, Industriehallen und deren Produkte, im besonderen Lokomotiven, Menschen (Firmenbesitzer, Familien sowie auch Angestellte und Arbeiter) als Einzelportrait, Paaraufnahmen, Gruppen, Familienbild, Vereinigungen, Schulklassen, Belegschaften, Vereine und vieles mehr das die Lincks zu Bildchronisten ihrer Zeit machten. Die nüchterne klare Bildersprache, nicht speziell sondern normal, also eine pedantische Sachlichkeit prägten diese Fotografien. Nur in Nuancen sind die Arbeiten der einzelnen Lincks zu erkennen.»
Der Nachlass der Fotografendynastie Linck ist in verschiedenen Schweizer Institutionen, so unter anderem in der Fotostiftung Winterthur, in der ETH-Bibliothek Zürich, in der Bilddatenbank der Sammlung Winterthur (Stadtbibliothek Winterthur).

Seidenstoff-Weberei in Winterthur um 1880
Stadthaus in Winterthur gebaut von Gottfried Semper um 1880
Salon der Familie Ziegler ca. 1880.
Sulzer Werkstätten in Winterthur 1882
Die Studentenverbindung Vitodurania um 1900

## Auszeichnungen
Johann Linck wurde schon zu Lebzeiten verschiedentlich ausgezeichnet: in Wien 1875, 1880, Paris 1876, 1878, Winterthur 1879, Voltri (Italien) 1879, Zürich 1883, Genf 1890 und Frankfurt 1892.
Der Kurator Urs Stahel schreibt zu Johann Linck:
«Die Lincks fotografierten kaum je ohne Auftrag. Sie waren im besten Sinne Gewerbetreibende, die ihre Leidenschaft in der Perfektion auslebten. Die Übereinstimmung – und das ist eine der Qualitäten der Linck-Fotografien – von Motiv und Darstellung, lässt auf eine grosse Übereinstimmung, ja eine Form von Identität zwischen Auftraggeber und Auftragnehmer schliessen.»
Zur Wirkung heisst es bei Stahel:
«Die Genauigkeit, Sorgfalt und das Einfühlungsvermögen in die Struktur von so unterschiedlichen Architekturen wie einer Bierbrauerei, dem Kunstmuseum Winterthur, den Schulhäusern, Bezirksgebäuden, den Gaswerken in Zürich und Winterthur und den vielen Villen und Parks in der Gartenstadt Winterthur sind herausragend. Oft entstehen Bilder, die in ihrer Zuspitzung des sachlich Vorhandenen auf das funktional Wesentliche den Rahmen ‹Auftragsfotografie› sprengen – ohne den Auftrag zu vernachlässigen. Einzelne Fotografien von Turnhallen, Treppenhäuser, Fassadenansichten und Pärken sind, fast paradox, in der Steigerung innerhalb eines klar abgesteckten Rahmens ausserordentlich.»